# AdLib

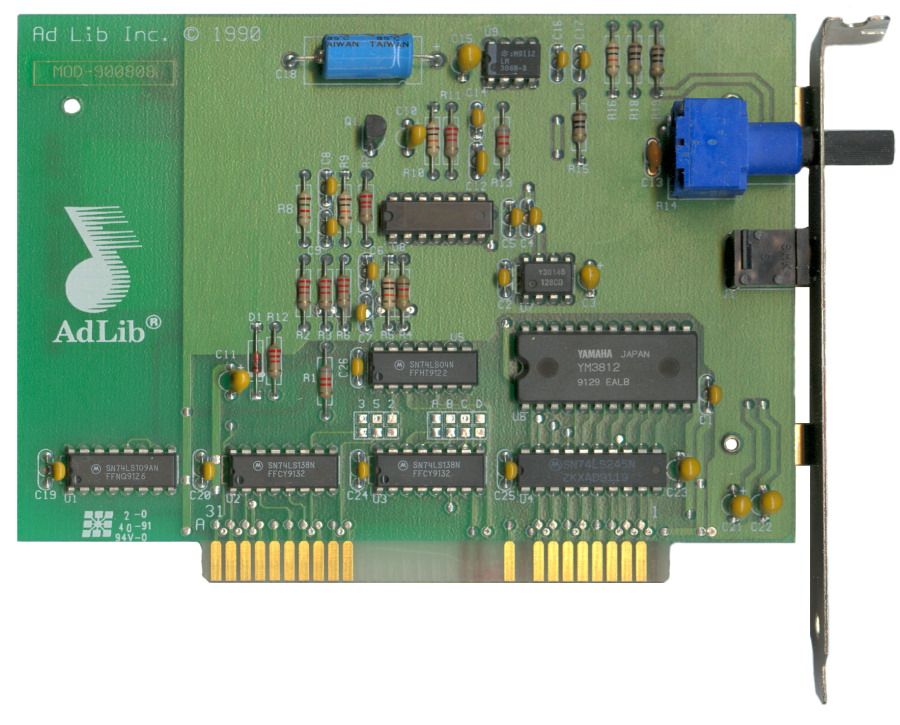
Внешний вид AdLib Music Synthesizer Card

AdLib Incorporated — ныне несуществующий канадский производитель звуковых карт и другого компьютерного оборудования в 1987—1992 годах. Основатель — Мартен Превель (Martin Prevel), в прошлом профессор и вице-декан отделения музыки университета Лаваля. Самый известный продукт компании — звуковая карта AdLib Music Synthesizer Card (ALMSC), часто называемая просто «AdLib», стала первой звуковой платой расширения для IBM PC-совместимых компьютеров, получившей широкое и безоговорочное признание со стороны разработчиков компьютерных игр, став де-факто стандартом для средств воспроизведения звука.
Для ознакомления с функциями AdLib на современных компьютерах можно воспользоваться соответствующим эмулятором, например, AdPlug или VDMSound (хоть последний не снискал высоких оценок, его исходный код был включен в проект DOSBox).

## Маркетинг
После завершения разработки ALMSC Первель начал искать способы ознакомления сообщества разработчиков с новым продуктом. Например, на презентациях он предлагал каждому пакет средств разработки с тем замыслом, чтобы они добрались в конечном итоге до непосредственных разработчиков, однако представители компаний либо использовали их для личных целей, либо просто избавлялись от него. Очевидно, что оборудование AdLib не достигло своей аудитории — разработчиков игр для ПК.
Позднее Первель получил помощь от Top Star Computer Services, Inc (TSCS), компании из Нью-Джерси, занимавшейся предрелизным тестированием игр. Руководитель TSCS Рич Хаймлих (Rich Heimlich) был так впечатлен демонстрацией продукта, прошедшей в Квебеке в 1987 году, что стал рекомендовать его своим лучшим клиентам. Первой игрой с поддержкой AdLib стала King’s Quest IV от Sierra Entertainment. Высокое качество звука в игре, вкупе с привлечением высококлассного композитора и высокой популярностью франшизы, молниеносно сделала AdLib предметом обсуждения основных СМИ. Вскоре каждый разработчик стремился обеспечить поддержку AdLib, стараясь повысить конкурентоспособность своих продуктов.
С другой стороны, к 1990 году все основные розничные сети и оптовые дистрибьюторы предлагали карты AdLib.

## Технические особенности
AdLib воспроизводил звук посредством FM-синтеза при помощи микросхемы звукогенераторов Yamaha YM3812. AdLib состоял из микросхемы YM3812 и свободно доступной в то время связующей логической схемы для возможности установки в стандартный 8-битный ISA разъем.
Программное обеспечение могло генерировать многотембровую музыку и звуковые эффекты при помощи устройства AdLib, однако в звуке была отчетливо слышна неестественность. Воспроизведение сэмплированного звука (PCM) не поддерживалось, что стало ключевым преимуществом устройств конкурентов (конкретнее — Sound Blaster от Creative Labs). Теоретически воспроизведение PCM на AdLib было возможно при помощи программного обеспечения, модулирующего громкость и скорость воспроизведения. Подобное было использовано в игре F-15 Strike Eagle II от MicroProse и в многоканальном редакторе звука Sound Club для MS-DOS.
Разработчики, создавшие звуковые устройства и программные библиотеки для AdLib, работали в компании Lyrtech.

## AdLib Gold

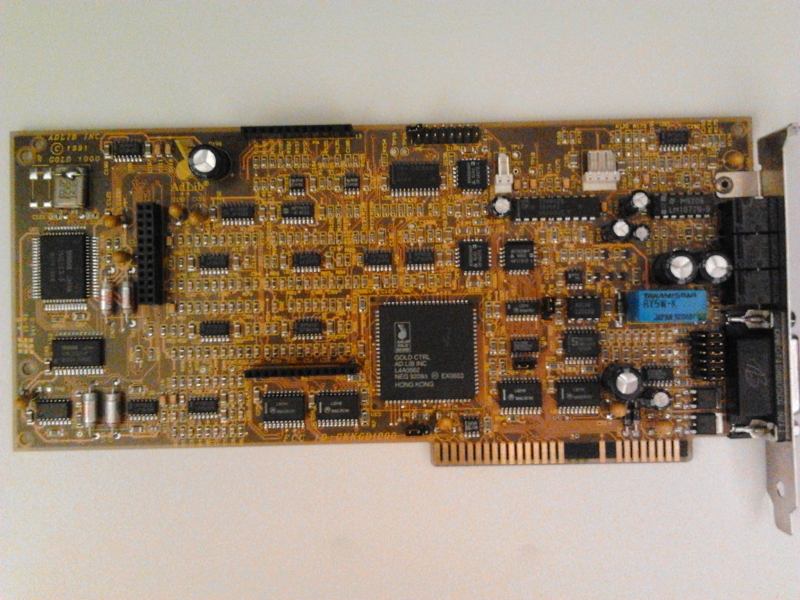
AdLib Gold 1000

До выпуска 12-битной стерео звуковой карты AdLib Gold компания планировала создать полностью проприетарный стандарт. Карты Gold были основаны на микросхеме Yamaha YMF262 (OPL3) и обладали возможностью воспроизведения 12-битных PCM, при этом сохранялась совместимость с оригинальным AdLib.
Однако, неудачи поджидали компанию с самого начала: AdLib не была технологической компанией, и ей не хватало внутренних возможностей, чтобы самостоятельно завершить разработку. Эта задача была возложена на Yamaha, поставщика компании. Но уже к тому времени основным потребителем музыкальной техники Yamaha была Creative Labs, что вызвало конфликт интересов и отложило завершение разработки звуковой карты Gold.
К моменту выхода AdLib Gold звуковые карты серии Sound Blaster уже утвердились в качестве де-факто стандарта устройства звукового вывода для ПК, причем их цена была значительно ниже. Лишь только некоторые разработчики включили поддержку AdLib Gold в свои игры, продажи также были небольшие.
AdLib Gold также поставлялась в варианте для шины MCA под названием AdLib Gold MC2000.

## Банкротство
Успех звуковой карты AdLib быстро привлек внимание конкурентов. Через некоторое время после её выхода состоялся запуск звуковой карты Sound Blaster от Creative Labs. Эта звуковая карта была полностью совместимой с AdLib, что значило для покупателя, что он может играть в игры прошлого, настоящего и будущего, разработанные для оригинальных карт от AdLib. Кроме того предлагалось два преимущества: звуковой канал PCM и встроенный игровой порт. Поддержка записей PCM означала возможность внедрения в игры диалогов, звуковых эффектов, небольших музыкальных проигрышей. Довершал все игровой порт, превращавший заурядную звуковую карту в целую игровую систему.
Техническое превосходство и грамотный маркетинг быстро позволили картам Sound Blaster сместить с позиций де-факто стандарта устройства от AdLib в области звука на ПК. Запоздавший ответ в виде AdLib Gold продавался недостаточно хорошо, чтобы поддерживать существование компании.
В 1992 году AdLib подала заявление о банкротстве в то время, когда Sound Blaster продолжил доминировать на рынке ПК.
В том же 1992 году немецкая промышленная группа Binnenalster выкупила активы AdLib у правительства Квебека, которое приобрело их, чтобы обезопасить от возможного поглощения со стороны Creative Labs. Компания была переименована в AdLib Multimedia с продолжила производство AdLib и множества других продуктов.
В 1994 году промышленная группа Binnenalster продала AdLib Multimedia компании Softworld Taiwan.

## Основные даты
- 1987 — оригинальная карта AdLib — первая звуковая карта для широкого рынка, использующая FM-синтез на микросхеме Yamaha YM3812.
- 1988 — King’s Quest IV от Sierra Entertainment — первая игра на ПК, поддерживающая AdLib.
- 1992 — AdLib Gold доступен.
- 1 мая 1992 — заявление о банкротстве компании.